# سليمان كني (سقز)
قرية سليمان كني (بالكردية: سڵێمان کەنی) هي إحدى القرى التابعة لـسرا في ريف قسم مركزي من مقاطعة سقز، في محافظة كردستان الإيرانية.

## السكان
حسب إحصاءات سنة 2006، بلغ إجمالي السكان في سليمان كني 370 نسمة وعدد المساكن 79 مسكن. لغة سكان سليمان كني هي اللغة الكردية و هم من أهل السنة والجماعة والمذهب الشافعي.